# Campanula alpestris
Campanula alpestris es una especie de planta herbácea de la familia de las campanuláceas. 

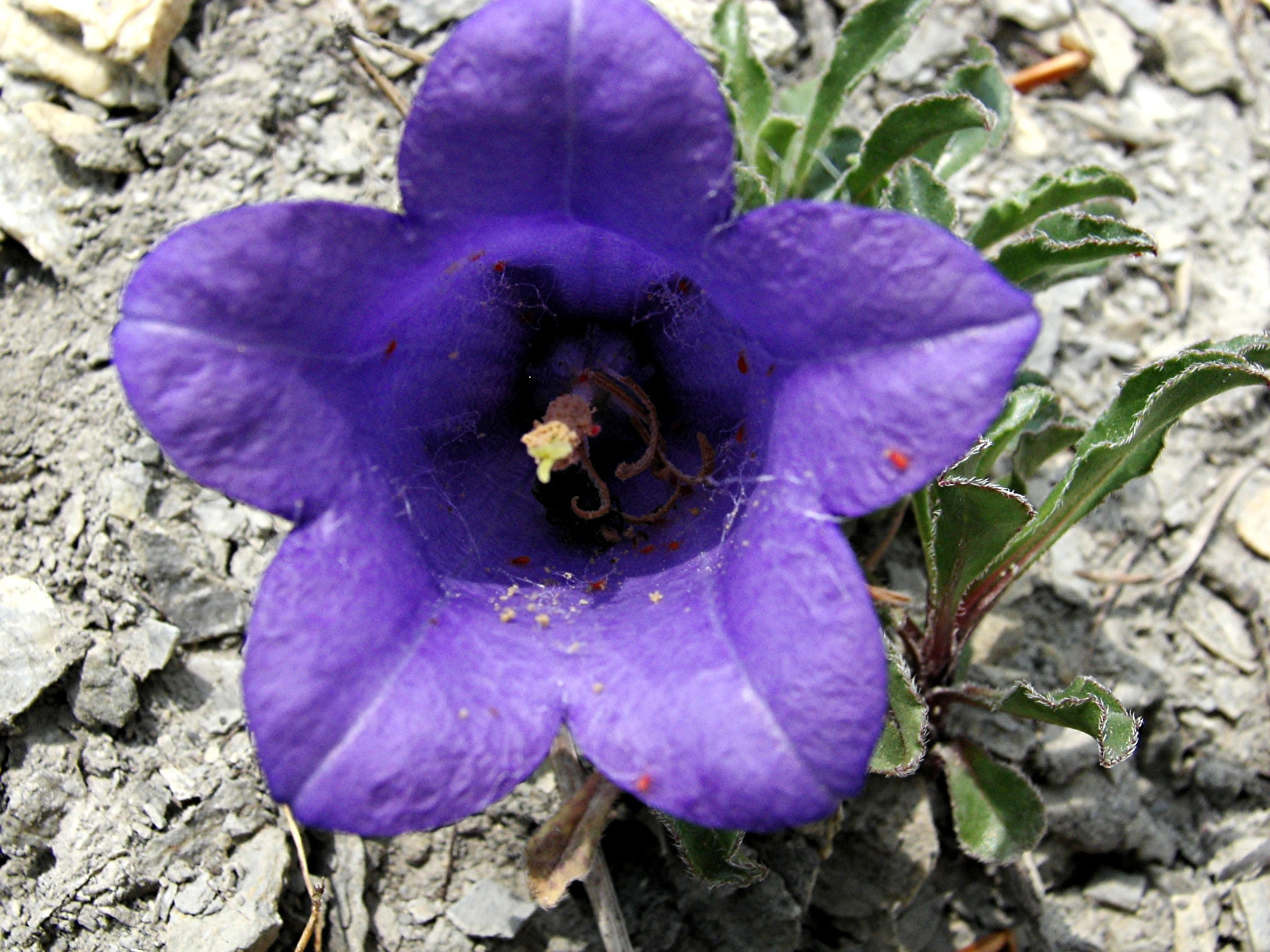
Detalle de la flor

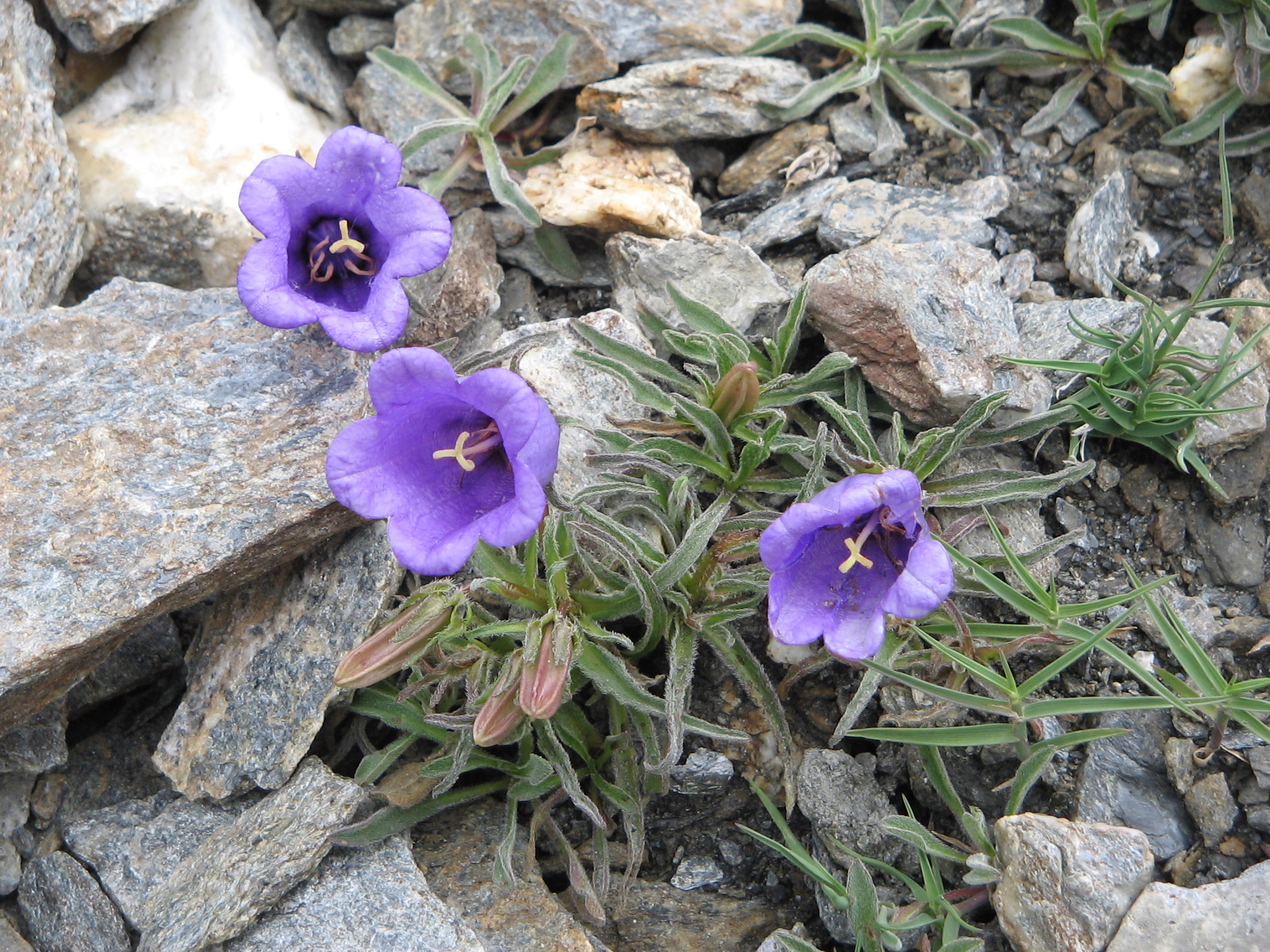
Vista de la planta en su hábitat

## Descripción
Es una planta perenne que alcanza un tamaño de 3-10 cm de altura, pubescente. Las hojas muy próximas entre sí, oblongo-lanceoladas u obovadas, enteras o onduladas. Las flores azules,  en la parte superior del tallo, con brácteas pequeñas, peludas, cáliz con 5 apéndices. El fruto es una cápsula.

## Distribución y hábitat
Se encuentra sobre restos de rocas silíceas de las altas montañas; en los Alpes de Saboya, el Dauphiné, Provenza y el norte de Italia.

## Taxonomía
Campanula alpestris fue descrita por Carlo Allioni y publicado en Auctarium ad Synopsim Methodicam Stirpium Horti Reg. Taurinensis 11. 1773.
Etimología
Campanula: nombre genérico diminutivo del término latíno campana, que significa "pequeña campana", aludiendo a la forma de las flores.
alpestris: epíteto latino que significa "que crece en las laderas de las montañas".
Sinonimia
- Campanula allionii Vill.
- Campanula nana Lam.
- Campanula trilocularis Turra[5][6]